# Saca, Bihor

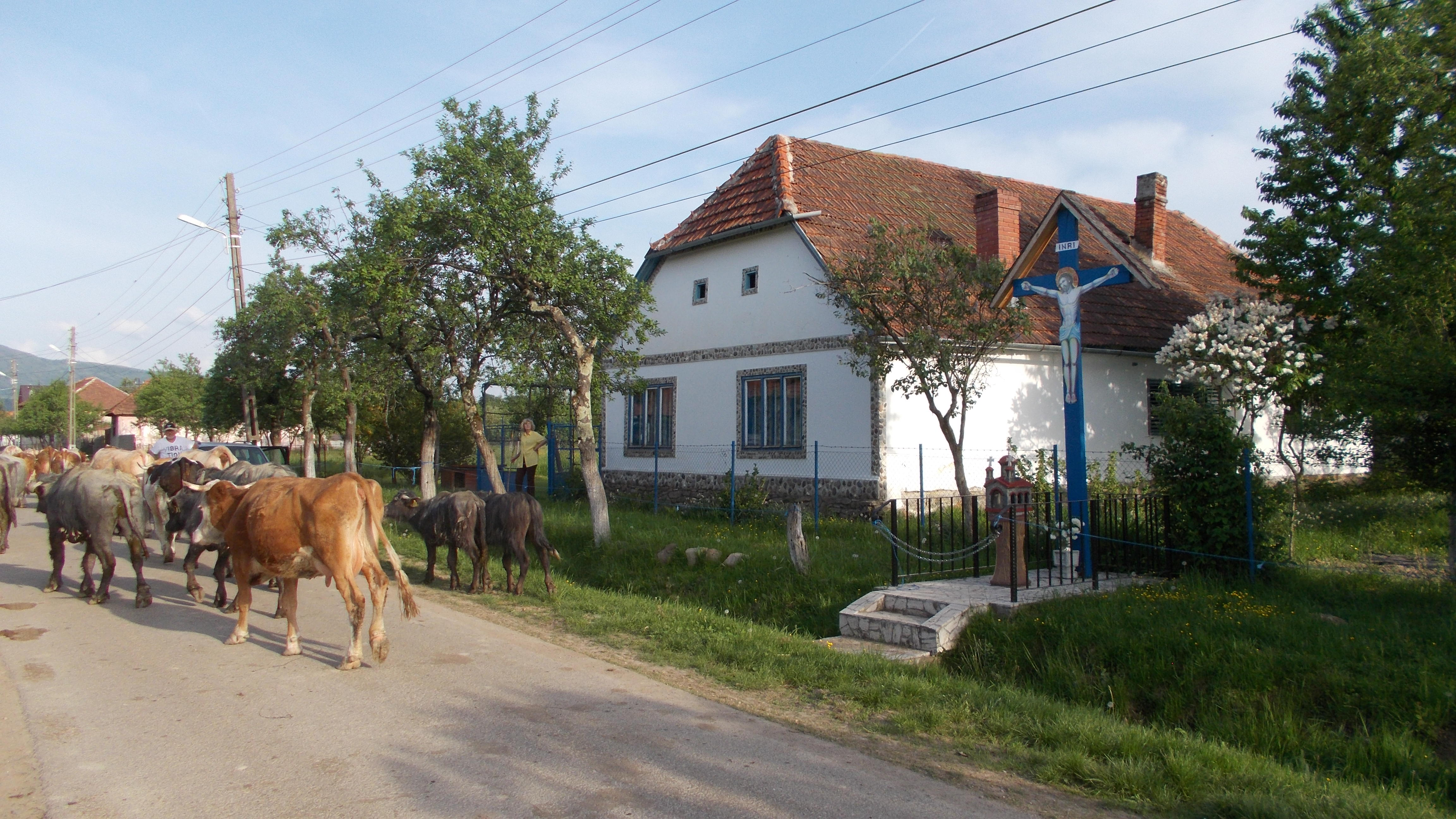
Saca, Bihor

Saca (maghiară Száka) este un sat în comuna Budureasa din județul Bihor, Crișana, România.

## Denominație și datare documentară
1537 Zeek, 1588 Zaka, 1600 Szaka, 1625 Szakha, 1692 Szaká, 1828, 1851 Szaká.

## Vezi și
- Biserica de lemn din Saca

 Acest articol despre o localitate din județul Bihor este deocamdată un ciot. Puteți ajuta Wikipedia prin completarea lui.